# IC 1770
IC 1770 ist eine linsenförmige Galaxie vom Hubble-Typ S0 im Sternbild Fische auf der Ekliptik. Sie ist rund 208 Millionen Lichtjahre von der Milchstraße entfernt und hat einen Durchmesser von etwa 60.000 Lj. Wahrscheinlich bildet sie gemeinsam mit IC 1771 ein gebundenes Galaxienpaar.
Das Objekt wurde am 24. November 1903 von Stéphane Javelle entdeckt.